# Internalizacja (ekonomia)
Internalizacja – ekonomiczna teoria laureata Nagrody Nobla w dziedzinie ekonomii R. Coase’a polegająca na dokonywaniu transakcji wewnętrznych w ramach tego samego przedsiębiorstwa, jest przeciwieństwem eksternalizacji. Warunkiem procesu internalizacji jest przejęcie kontroli nad dostawcą lub odbiorcą, stosując internalizację dane przedsiębiorstwo może omijać rynek, który jest nieatrakcyjny. W wymiarze krajowym internalizacja częściowo pokrywa się z insourcingiem.

## Internalizacja kosztów zewnętrznych
Internalizacja kosztów zewnętrznych (internacjonalizacja efektów zewnętrznych) polega na zmuszeniu sprawcy do włączenia kosztów przez siebie spowodowanych do swojego rachunku ekonomicznego. Stosowana głównie w ekonomice ochrony środowiska, gdzie koszty zanieczyszczenia środowiska powinny być pokrywane przez sprawców (głównie przemysł i biznes).

## Internacjonalizacja poprzez internalizację
Teoria internalizacji do teorii internacjonalizacji została włączona przez Buckleya i Cassona, przy czym internacjonalizacja przedsiębiorstwa może być realizowana na zasadzie internalizacji oraz eksternalizacji, czyli w jednej z dwóch podstawowych form.